# Liga de Fútbol Playa de España 2019
La Liga de Fútbol Playa de España 2019 es edición del año 2019 del torneo de primer nivel del campeonato español de fútbol playa. Está organizado por la Real Federación Española de Fútbol.

## Clasificación
| Pos | Club                                 | Pts | J  | G  | E | P  | F  | C  | GD  |
| --- | ------------------------------------ | --- | -- | -- | - | -- | -- | -- | --- |
| 1   | Levante Fútbol Playa                 | 37  | 13 | 12 | 1 | 0  | 67 | 27 | 40  |
| 2   | Cádiz Club de Fútbol Sotelo          | 32  | 13 | 10 | 2 | 1  | 58 | 30 | 28  |
| 3   | AIS Playas San Javier                | 26  | 13 | 8  | 2 | 3  | 60 | 44 | 16  |
| 4   | Marbella Fútbol Playa                | 22  | 13 | 7  | 1 | 5  | 46 | 45 | 1   |
| 5   | Bala Azul C.D.                       | 20  | 13 | 6  | 2 | 5  | 54 | 47 | 7   |
| 6   | C.D. Melistar                        | 19  | 13 | 5  | 4 | 4  | 48 | 42 | 6   |
| 7   | Recreativo de Huelva Fútbol Playa    | 19  | 12 | 6  | 1 | 5  | 46 | 43 | 3   |
| 8   | C.D. Higicontrol Melilla             | 19  | 13 | 6  | 1 | 6  | 55 | 54 | 1   |
| 9   | Málaga Fútbol Playa                  | 18  | 13 | 6  | 0 | 7  | 50 | 60 | -10 |
| 10  | Club Platja Roses                    | 16  | 13 | 5  | 1 | 7  | 51 | 46 | 5   |
| 11  | C.D. Playas de Mazarrón Fútbol Playa | 16  | 12 | 4  | 4 | 4  | 43 | 39 | 4   |
| 12  | C.D. San Francisco                   | 10  | 13 | 3  | 1 | 9  | 44 | 51 | -7  |
| 13  | C.F. La Nucia                        | 5   | 13 | 1  | 2 | 10 | 37 | 56 | -19 |
| 14  | Intercity San Joan D'Alacant         | 0   | 13 | 0  | 0 | 13 | 18 | 93 | -75 |